# Tid att älska
Tid att älska (engelska: Up Close & Personal) är en amerikansk romantisk dramafilm från 1996 i regi av Jon Avnet. I huvudrollerna ses Robert Redford och Michelle Pfeiffer, i övriga roller märks Stockard Channing, Joe Mantegna och Kate Nelligan.

## Handling
Tallys högsta dröm är att få bli en känd nyhetsreporter i TV, hon är villig att göra nästan allt för att komma dit. Hon lyckas till slut få ett jobb som sekreterare på en TV-station i Miami. Chefen på nyhetsredaktionen heter Warren Justice och han upptäcker Tallys potential. Han tar sig an henne, det finns mycket att jobba på och många andra hade givit upp och gett henne sparken, men inte Warren.
Det är en lång resa från lokala skönhetstävlingar till seriöst nyhetsankare och den blir allt annat än vad Tally hade tänkt sig från början.

## Rollista i urval
| Robert Redford    | – Warren Justice        |
| Michelle Pfeiffer | – Sally "Tally" Atwater |
| Stockard Channing | – Marcia McGrath        |
| Joe Mantegna      | – Bucky Terranova       |
| Kate Nelligan     | – Joanna Kennelly       |
| Glenn Plummer     | – Ned Jackson           |
| James Rebhorn     | – John Merino           |
| Scott Bryce       | – Rob Sullivan          |
| Raymond Cruz      | – Fernando Buttanda     |
| Dedee Pfeiffer    | – Luanne Atwater        |
| Miguel Sandoval   | – Dan Duarte            |
| Noble Willingham  | – Buford Sells          |
| James Karen       | – Tom Orr               |
| Brian Markinson   | – Vic Nash              |

## Om filmen
Filmens manus bygger på boken Golden Girl: The Story of Jessica Savitch av Alanna Nash. Filminspelningen skedde på vitt skilda platser som Miami Orange Bowl, Holmesburg Prison i Philadelphia samt studiotagningar i Los Angeles.

## Musik i filmen i urval
- "I Shall Believe", text & musik av Sheryl Crow & Bill Bottrell, framförd av Sheryl Crow
- "The Impossible Dream", text av Joe Darion & musik av Mitch Leigh, framförd av Michelle Pfeiffer
- "Eine kleine Nachtmusik", komponerad av Wolfgang Amadeus Mozart, framförd av Vienna Mozart Ensemble
- "Våren" ur De fyra årstiderna, komponerad av Antonio Vivaldi, arrangerad & framförd av Charlotte Georg
- Because You Loved Me", text & musik av Diane Warren, producerad av David Foster, samt framförd av Céline Dion. Nominerad för Oscar för bästa sång på Oscarsgalan 1997.[2]